# Anaspis lurida
Anaspis lurida is een keversoort uit de familie bloemspartelkevers (Scraptiidae). De wetenschappelijke naam van de soort is voor het eerst geldig gepubliceerd in 1832 door James Francis Stephens.